# 佳丽刺柱螅
佳丽刺柱螅（学名：Errina dabneyi）一种分布于亚速尔群岛及其西南大西洋中脊海域的水螅珊瑚，隶属于柱星螅科（柱星珊瑚科）刺柱螅属。本种由美国瑞士裔博物学家路易·弗朗索瓦·德普塔莱斯于1871年发表。1956年荷兰学者希尔布兰德·博施马根据巴黎国家自然历史博物馆采集自中国海域的标本发表了一个新物种－Errina amoena，该种目前视为佳丽刺柱螅的同物异名，其采集地点存疑。